# Tragedia di Rocca di Papa
La tragedia di Rocca di Papa è stata un'esplosione verificatasi il 10 giugno 2019 presso il municipio del comune di Rocca di Papa (RM).
L'esplosione ha ferito 14 persone e ne ha uccise 2.

## L'esplosione
La mattina del 10 giugno, intorno alle 11:30, una dispersione di gas proveniente da una tubatura danneggiata, causò una terribile esplosione: una densa nube di fumo invase il municipio, collegato ad una scuola dell'infanzia, e inoltre parte della facciata del palazzo crollò. La zona fu subito messa in sicurezza, maestre e bambini vennero subito fatti uscire così come anche i dipendenti comunali.
I feriti furono complessivamente 16, di cui 3 in gravi condizioni: una bimba di 5 anni dell'asilo con trauma cranico e facciale, che in seguito venne dichiarata fuori pericolo, un delegato comunale, Vincenzo Eleuteri ed anche il primo cittadino Emanuele Crestini; questi ultimi infatti uscirono per ultimi dal municipio per controllare l'uscita degli altri occupanti dell'edificio. Eleuteri morì domenica 16 giugno per complicazioni a livello respiratorio, mentre il sindaco Crestini fu dichiarato morto nella tarda serata del 20 giugno, anche lui per alcune complicazioni.

## Indagini
Nel mese di giugno 2019 l'area antistante il municipio, lungo corso Costituente, fu interessata da alcuni carotaggi, che avrebbero danneggiato involontariamente una tubatura del gas.
I tre operai presenti poco prima dell'esplosione fuggirono, venendo poi fermati il giorno successivo. Con il decesso del sindaco e del delegato comunale, i tre operai sono stati accusati di omicidio colposo, disastro colposo e lesioni personali.